# 그래프 모형
확률론, 통계학, 기계 학습에서의 그래프 모형(GM; Graphical Model)은 확률 변수 간의 독립성을 그래프로 표현한다. 이 때, 확률 변수는 마디(node)로 표현되며, 확률 변수 간의 조건적 독립성(conditional independency)은 모서리(edge)로 표현된다.
GM의 일반적인 두 형태는 방향성 모서리를 갖는 그래프와 무뱡향성 모서리를 갖는 그래프로 나뉜다. 만약 네트워크의 구조가 방향성 비순환 그래프(DAG; directed acyclic graph)라면, GM은 모든 확률 변수의 결합 확률의 분해(factorization)를 나타낸다.

## 같이 보기
- Belief propagation
- 베이즈 네트워크

## 참고 문헌
- Graphical models, Chapter 8 of Pattern Recognition and Machine Learning by Christopher M. Bishop
- A Brief Introduction to Graphical Models and Bayesian Networks